# 崇庆府
崇庆府，南宋时设置的府，依潜藩升府制度置。
绍兴十四年（1144年），以高宗潜藩，升蜀州为崇庆军，淳熙四年（1177年）升为崇庆府，治所在晋源县（今四川省崇州市）。辖境约当今四川省崇州市和新津县地。属成都府路。元朝至元十二年（1275年），改为崇庆路。